# Adinandra coarctata
Adinandra coarctata là một loài thực vật có hoa trong họ Pentaphylacaceae. Loài này được Craib mô tả khoa học đầu tiên năm 1925.